# 娯匠
有限会社娯匠（ごしょう）は、東京都杉並区に本社を置くゲームソフト開発会社。社名は「娯楽の匠」からとられている。

## 概要
元ドリームファクトリーの堀内雅史により設立。『グラディエーター ロード トゥー フリーダム』、『ロストレグナム 〜魔窟の皇帝〜』、『餓狼伝 Breakblow Fist or Twist』などアクションゲームの開発を行っている。

## 沿革
- 2002年（平成14年）3月18日 - 品川区上大崎に合資会社として設立。
- 2003年（平成15年）1月14日 - 有限会社に変更。合資会社より業務、従業員を引き継ぐ。
- 2005年（平成17年）1月15日 - 港区高輪のアーテイン内に事業所を移転。
- 2007年（平成19年）12月3日 - 横浜市神奈川区に事業所を移転。
- 2012年（平成24年）4月16日 - 東京都杉並区高円寺南4丁目に事業所を移転。
- 2015年（平成27年）5月25日 - 東京都杉並区高円寺南3丁目に事業所を移転。

## 主な作品

### ゲーム
- グラディエーター ロード トゥー フリーダム
- ロストレグナム 〜魔窟の皇帝〜

### 制作協力
- 餓狼伝 Breakblow
- 餓狼伝 Breakblow Fist or Twist
- TOBAL M
- メガミの笑壺
- 家庭教師ヒットマンREBORN! バトルアリーナ
- ガンスリンガー ストラトス